# Dad (Angel)
Dad conocido en América Latina y en España como Papá es el décimo episodio de la tercera temporada de la serie de televisión estadounidense Ángel. Escrito por David H. Goodman y dirigido por Fred Keller. Se estrenó originalmente el 10 de diciembre de 2001.
En este episodio Ángel trata de proteger incansablemente a su hijo Connor de los peligros y gremios que quieren destruirlo. 

## Argumento
La pandilla entera regresa de una vuelta de compras con el recién nacido hijo de Ángel al Hyperion que se encuentra desordenado. A pesar de que Ángel está dispuesto a cargar con la responsabilidad de su hijo, el vampiro también se porta muy sobreprotector con su cría y no deja que nadie lo ayude a atenderlo. De la anda aparece un demonio que trata de atacar al hijo de los vampiros pero es detenido y asesinado por intervención de Gunn y Wesley. Al ser testigos del ataque, la pandilla entera se da cuenta de que el nacimiento del niño no era la parte difícil, sino protegerlo.
Un enfurecido Shajhan critica a Holtz por no haber aprovechado la oportunidad que tenía de eliminar al vampiro. El cazador de vampiros le explica que no era el "momento adecuado" y envenena a los sirvientes demonios al encontrarlos inútiles en sus nuevos planes. Luego de buscar nuevos reclutas por el uso del internet, Holtz posa su interés y atención en Justine Cooper, una chica que odia y se dedica a matar a los vampiros debido a que uno de ellos fue responsable de matar a su hermana gemela. Holtz le ofrece la oportunidad de entrenarla mejor si esta lo ayuda a eliminar a un vampiro en particular.  
Al Hyperion se muda Lorne, ya que cree que Investigaciones Ángel les debe asilo por ser inconscientemente responsables de la destrucción de su canta bar Caritas... de nuevo. Con ayuda de las hermanas Transcindentes Lorne levanta una barrera mágica protectora alrededor del hotel y así resistir los ataques de las posibles amenazas en contra del hijo de Ángel. En Wolfram & Hart, Linwood, Gavin y Lilah se reúnen para planear un golpe en contra del vampiro y secuestrar al hijo de este, aprovechando que pueden espiar a la pandilla entera sin que los mismos se den cuenta.
Al caer la noche, la pandilla entera (menos Ángel) con las armas importadas por Gunn se preparan para enfrentarse a los demonios y gremios de personas que se reúnen afuera para secuestrar y matar al bebe. Ángel por su parte toma a su hijo y decide aprovechar la noche para escapar lo más lejos de la batalla. No obstante es rápidamente notado por un nuevo equipo de W&H al salir del hotel y comienzan a perseguirlo. El resto de los gremios que quieren al niño muerto también notan su ausencia y se unen a la persecución. Ángel trata de perder a sus perseguidores en el interior de una mina, pero es acorralado por todos, viéndose obligado a entregar a su hijo y huir. Cuando los gremios tienen en sus manos al hijo descubren impresionados que es un oso de peluche con una bomba que los mata a todos.
En un hospital de L.A. el resto de Investigaciones Ángel lleva al auténtico hijo de Ángel a que se le apliquen sus vacunas y lo circunciden. Cuando tratan de hacer que el tratamiento termine que consiste en levantarle los datos, aparece Ángel para nombrar a su hijo con el nombre de Connor (a pesar de que Wesley quería que se llamara como el). En W&H los abogados ven en una cinta que por intervención de Lorne, Ángel y el resto de su pandilla se enteraron de que están bajo vigilancia. De pronto al lugar aparece un enfurecido Ángel que amenaza a Linwood con matarlo si el despacho continua en su plan por secuestrar a su hijo y lo convierte en su padrino al darle la orden de mantener alejados a todos los demonios y amenazas para el bebe.

## Elenco

### Principal
- David Boreanaz como Ángel.
- Charisma Carpenter como Cordelia Chase.
- Alexis Denisof como Wesley Wyndam-Pryce.
- J. Agust Richards como Charles Gunn.
- Amy Acker como Fred Burkle.

## Continuidad
- Uno de los nombres de las posibles amenazas para Connor es El Verdugo, un ejército de demonios puros que fueron los responsables de la muerte de Doyle (Héroe).
- El hijo de Ángel es nombrado Connor que en Irlandés significa "Consejero".
- Justine aparece por primera vez y se une a Shajhan y Holtz.
- Investigaciones Ángel se enteran de que están siendo espiados por Wolfram & Hart.